# C. W. Miller Livery Stable

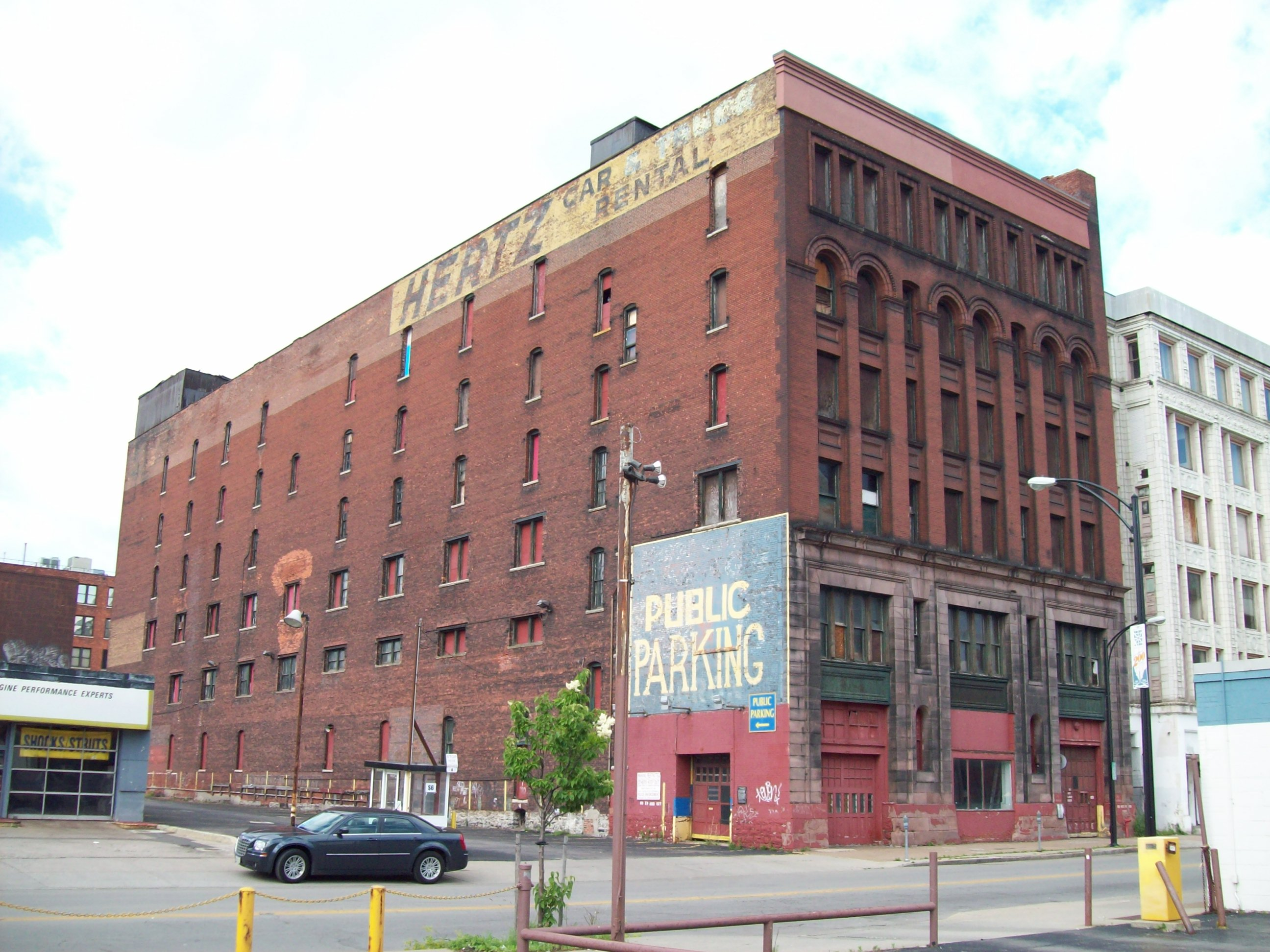
Miller Livery Stable, Buffalo, 2009

Der C. W. Miller Livery Stable ist ein Beispiel für einen historischen mehrgeschossigen Livery Stable in Buffalo, New York. 
Das sechsstöckige, rechteckige Gebäude ist ungefähr 20 m breit und 72 m tief und wurde zwischen 1892 und 1894 erbaut. Der Mietstall wurde von Lansing und Beierl entworfen und bei der Eröffnung als ein „Palast für Pferde“ bezeichnet. Die verschiedenen Stockwerke waren mit langen Rampen verbunden, über die Pferde, Wagen, Reisebusse verschoben werden konnten. In den 1920er Jahren wurden dann steilere und somit effizientere Rampen für Kraftfahrzeuge eingebaut. Er diente dann als Garage.
2007 wurde der C. W. Miller Livery Stable im National Register of Historic Places aufgeführt. 
2017 wurde das Gebäude von den Buffalo Public Schools erworben, um die Emerson School of Hospitality darin unterzubringen.